# Martin Van Maele

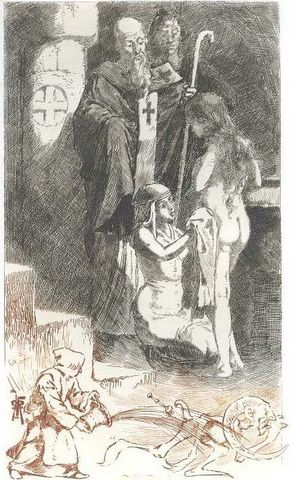
Illustratie bij het werk van Anatole France

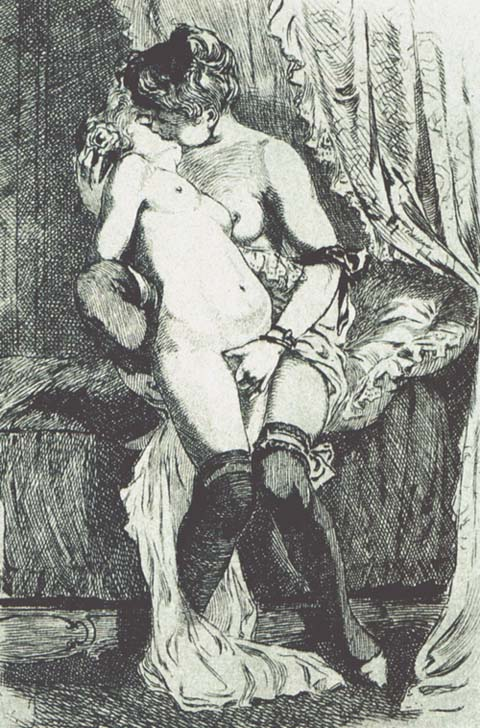
Illustratie bij een gedicht van Paul Verlaine

Martin Van Maele - ook wel geschreven als Martin Van Maële - (Boulogne-Billancourt, 12 oktober 1863 – Varennes-Jarcy, 5 september 1926) was een Frans illustrator gespecialiseerd in erotische afbeeldingen. Hij was een tijdgenoot van Édouard-Henri Avril.

## Familie
Van Maele werd geboren als Maurice François Alfred Martin. Zijn ouders Virginie Mathilde Jeanne Van Maele en Louis Alfred Martin waren vermoedelijk uit België afkomstig. Zijn vader was zelf graveur/schrijver en sinds 1885 leraar aan de hoge school van de schone kunsten Haute école d'arts appliques in Genève. Het pseudoniem Martin Van Maele is een combinatie van de achternaam van zijn vader en de geboortenaam van zijn moeder. Soms gebruikte hij A. Van Troizem als pseudoniem.
Van Maele was getrouwd met Marie Françoise Genet. Het paar had geen kinderen. Toen Van Maele op 62-jarige leeftijd stierf was hij bezig met het afronden van zijn bijdrage aan Aretino's Dialogues. Hij werd begraven op het kerkhof van Varennes-Jarcy.

## Biografie
Over het leven van Van Maele is verder weinig meer bekend dan zijn actieve periode van 1901 tot 1926. Hij werkte zowel in Brussel als Parijs. In 1901 begon zijn carrière pas goed met het illustreren van De eerste mensen op de maan van H.G. Wells dat werd gepubliceerd door Felix Juven. De jaren hierna zou hij ook een aantal omslagen van de avonturen van Sherlock Holmes bij diezelfde uitgever gaan illustreren.
In die tijd begon hij ook te werken aan sadomasochistische literatuur voor de uitgever Charles Carrington. Zo ook aan de werken van Apuleius en Thaïs van Anatole France. Zijn eerste eigen werk liet hij uitgeven onder de naam La Grande Danse macabre des vifs - De grote gruwelijke dans der levende doden - in 1905. Hierin toont hij in vier series van tien cartoons op humoristische en absurde wijze seksueel getinte praktijken, fallische fantasieën en ruige macabere seks met een eerste glimp van de naderende dood.
Het meest bekende werk van hem zijn de geïllustreerde uitgaven van Paul Verlaine’s gedichten die in kleine onopvallende oplagen door Carrington werden uitgegeven.
Nadat Carrington in 1907 uit Frankrijk was verdreven, ging Van Maele werken voor de uitgever Jules Chevrel waar hij illustreerde voor Pierre Choderlos de Laclos, Jules Michelet en Denis Diderot. Tussen 1909 en 1919 publiceerde Van Maele zelf slechts vijf boeken - wellicht als gevolg van de oorlog.
Vanaf 1920 werkte hij samen met Jean Fort aan klassieke erotische werken van Pietro Aretino, Charles Sorel en anderen. Daarnaast ook aan het werk van Pierre Mac-Orlan. Meestal ging het om het sadomasochistische genre, maar ook wel minder bekende praktijken als klysmafilie.

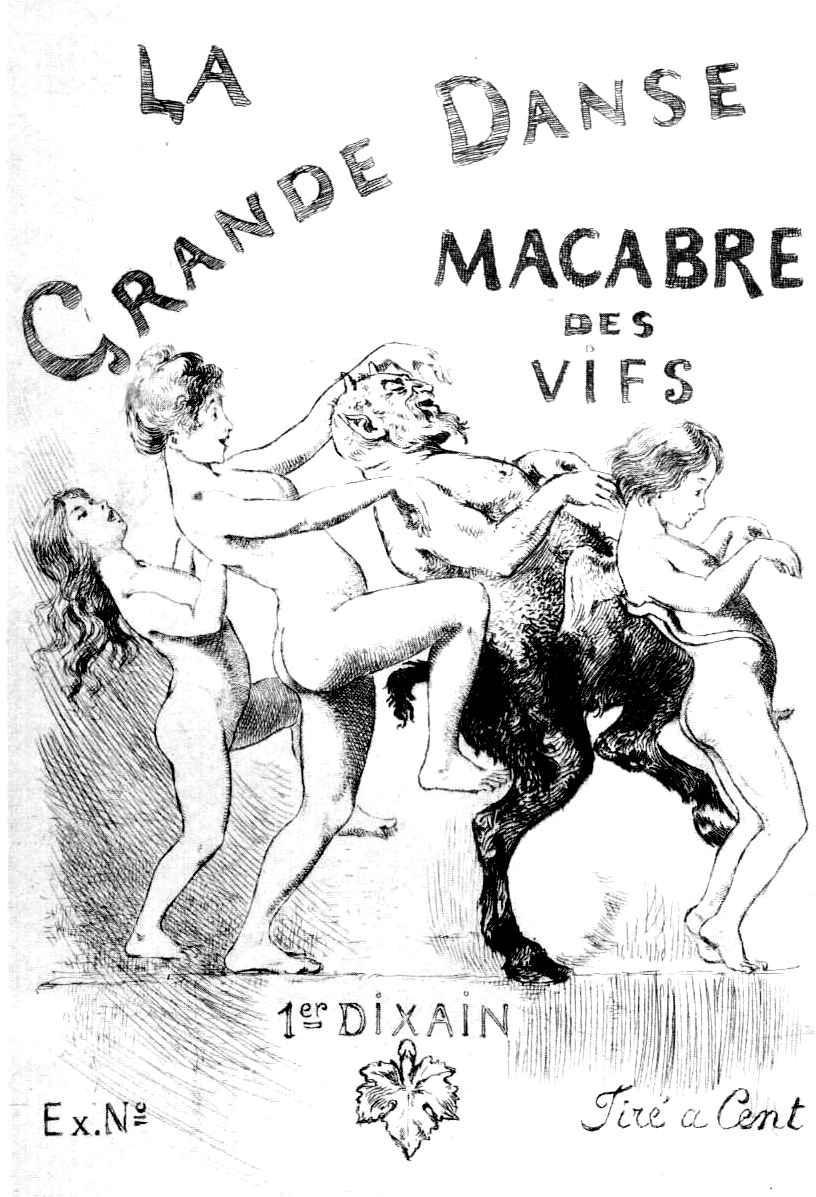
Het voorplat van de eerste serie La Grande Danse macabre des vifs
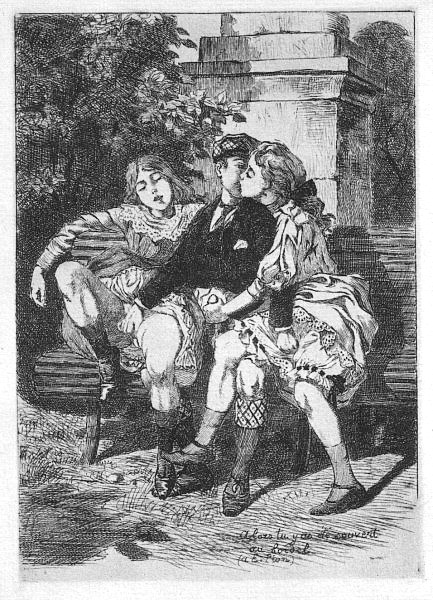
Uit: La Grande Danse macabre des vifs, Alors tu y as été souvent au bordel (Zo, dus jij kwam vaak in het bordeel)
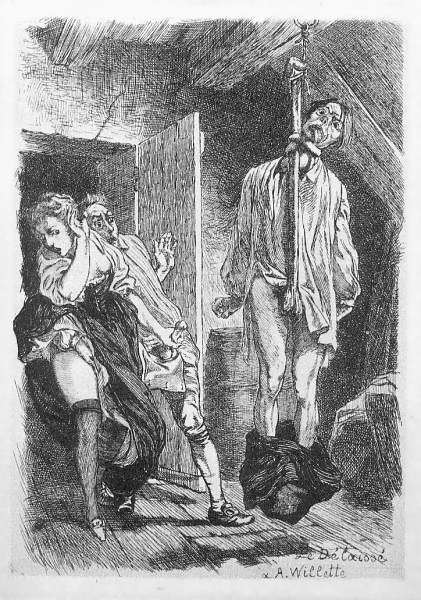
"Illustration de La Grande Danse macabre des vifs, 1905."

- Bibliothèque nationale de France: cb11927608c (data)
- Gemeinsame Normdatei: 126893705
- International Standard Name Identifier: 0000 0003 8689 4246
- Library of Congress Control Number: n82228510
- Nationale bibliotheek van Australië: 35753240
- Nederlandse Thesaurus van Auteursnamen: 067957021
- Système universitaire de documentation: 02717641X
- Virtual International Authority File: 107912636
- WorldCat: E39PBJrchFVMKWPJ7fvK9b7WDq